# Сторожевые корабли типа «Ураган»
Тип «Ураган» — сторожевые корабли (СКР) Военно-морского флота СССР (ВМФ СССР). Первенцы советской судостроительной программы. В 1930-1935 годах построено 18 СКР типа «Ураган», которые активно участвовали в Великой Отечественной войне и Войне с Японией в 1945 году.

## История

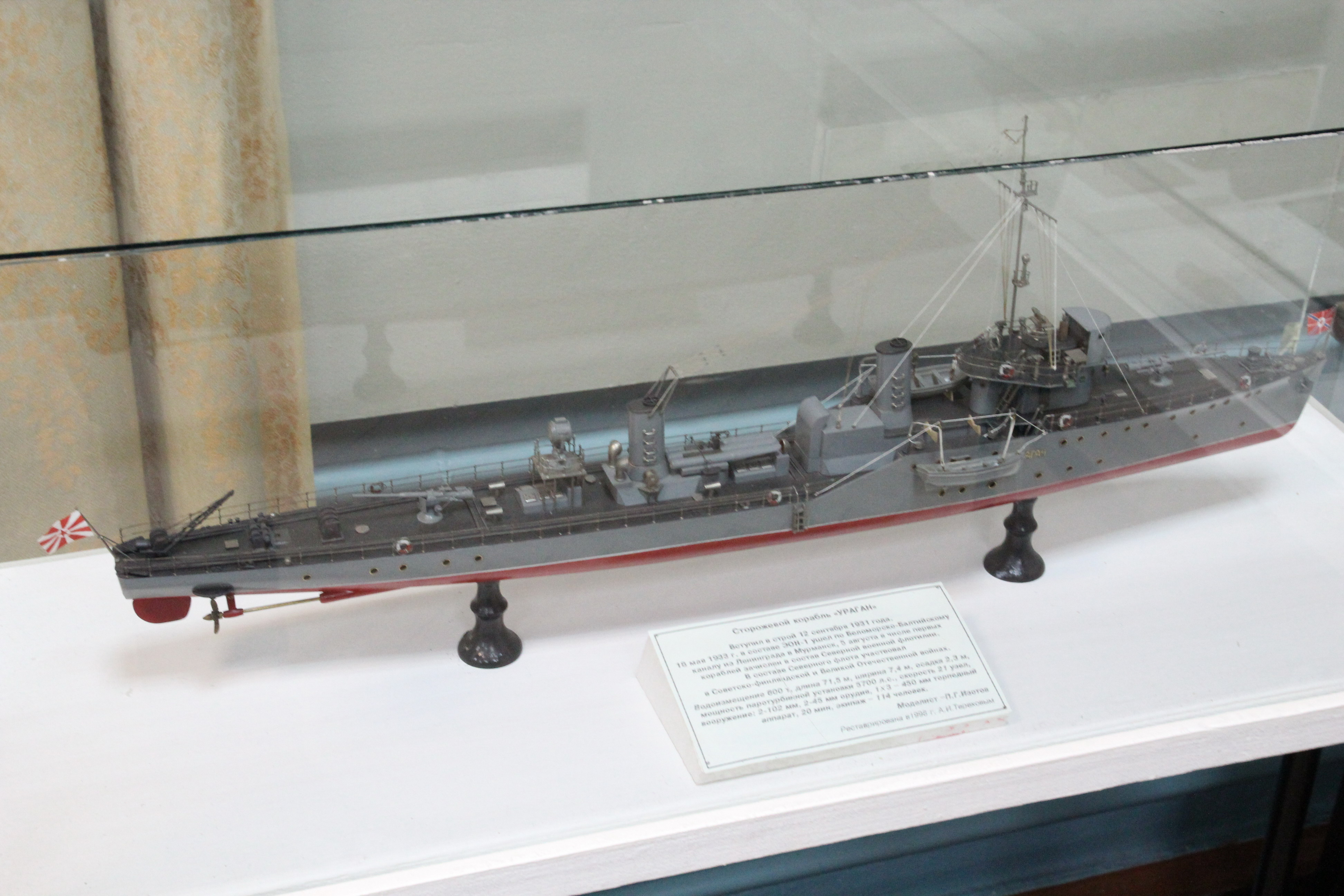
Модель СКР «Ураган»

Сторожевые корабли (СКР) типа «Ураган» — первые после Октябрьской революции боевые надводные корабли, спроектированные (первый советский проект надводного корабля) и построенные советскими кораблестроителями. Они предназначались для несения дозорной и разведывательной службы, сопровождения и охранения крупных надводных кораблей и конвоев от нападения подводных лодок, ведения борьбы с самолётами противника, при необходимости их предполагалось использовать как быстроходные тральщики. Головной корабль — «Ураган», в историю советского кораблестроения вошёл как корабль-пионер, с которого началось строительство советского надводного флота.
СКР типа «Ураган» строились в четырёх сериях, по трём, несколько отличающимся проектам (серия I — «Проект 2», серия II — «Проект 4», серии III и IV — «Проект 39»). Всего было построено 18 единиц. На Ленинградском ССЗ № 190 всего заложено 14 ед., из них секционной сборки: «Вьюга», «Метель» — II-й серии, и «Молния», «Зарница» — III-й серии, были перезаложены на Дальнем Востоке. На Николаевском ССЗ № 198 всего заложено 4 ед., из них: «Гром» и «Бурун» — II-й серии, секционной сборки, были перезаложены на Дальнем Востоке.

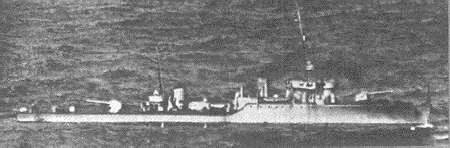
Сторожевой корабль «Шторм». 1930-е

Первые 8 ед. СКР типа «Ураган» I-й серии (шесть единиц для Балтики и две для Чёрного моря), после утверждения первого варианта проекта («Проект 2»), подлежали постройке в соответствии с шестилетней программой военного судостроения на 1926—1932 гг., принятой Советом Труда и Обороны в ноябре 1926 года. Заложены в августе-октябре 1927 года. На Ленинградском ССЗ для Морских Сил Балтийского моря (МСБМ): «Ураган» (головной); «Тайфун»; «Смерч»; «Циклон»; «Гроза»; «Вихрь» и на Николаевском ССЗ для Морских сил Чёрного моря (МСЧМ): «Шторм» и «Шквал». Спущены на воду в 1928—1931 гг., введены в строй в 1930—1932 гг. Первые шесть СКР для МСБМ первоначально составили дивизион, именуемый моряками, с учётом названий кораблей, — «Дивизион плохой погоды». В 1933 году, «Ураган», «Смерч» и «Гроза» были переведены в состав Северной военной флотилии.
Список СКР типа «Ураган» I-й серии (Проект 2)
1. «Ураган», ССЗ № 190, МСБМ, СФ, †05.06.1949
2. «Тайфун»,ССЗ № 190, МСБМ, КБФ, Исключен из ВМФ 30.11.1954
3. «Смерч», ССЗ № 190, МСБМ, СФ, Исключен из ВМФ 28.02.1948
4. «Циклон», ССЗ № 190, МСБМ, КБФ, Исключен из ВМФ 28.08.1941
5. «Гроза», ССЗ № 190, МСБМ, СФ, Исключен из ВМФ 12.11.1952
6. «Вихрь», ССЗ № 190, МСБМ, КБФ, 22.9.1941 восстановлен, Исключен из ВМФ 24.4.1948
7. «Шторм», ССЗ № 198, МСЧМ, ЧФ, Исключен из ВМФ 30.01.1946
8. «Шквал», ССЗ № 198, МСЧМ, ЧФ, Исключен из ВМФ 12.11.1952

По второму варианту проекта («Проект 4») заложили в 1931—1933 гг., четыре корабля типа «Ураган» II-й серии. На Ленинградском ССЗ: «Метель», «Вьюга» (для Морских сил Дальнего Востока), на Николаевском ССЗ: «Гром», «Бурун» (для МСДВ). Все корабли секционной сборки, перезаложены на Дальнем Востоке в 1933 году, спускались на воду в течение 1934 года, введены в строй в 1934—1935 гг.
Список СКР типа «Ураган», II-серии («Проект 4»)

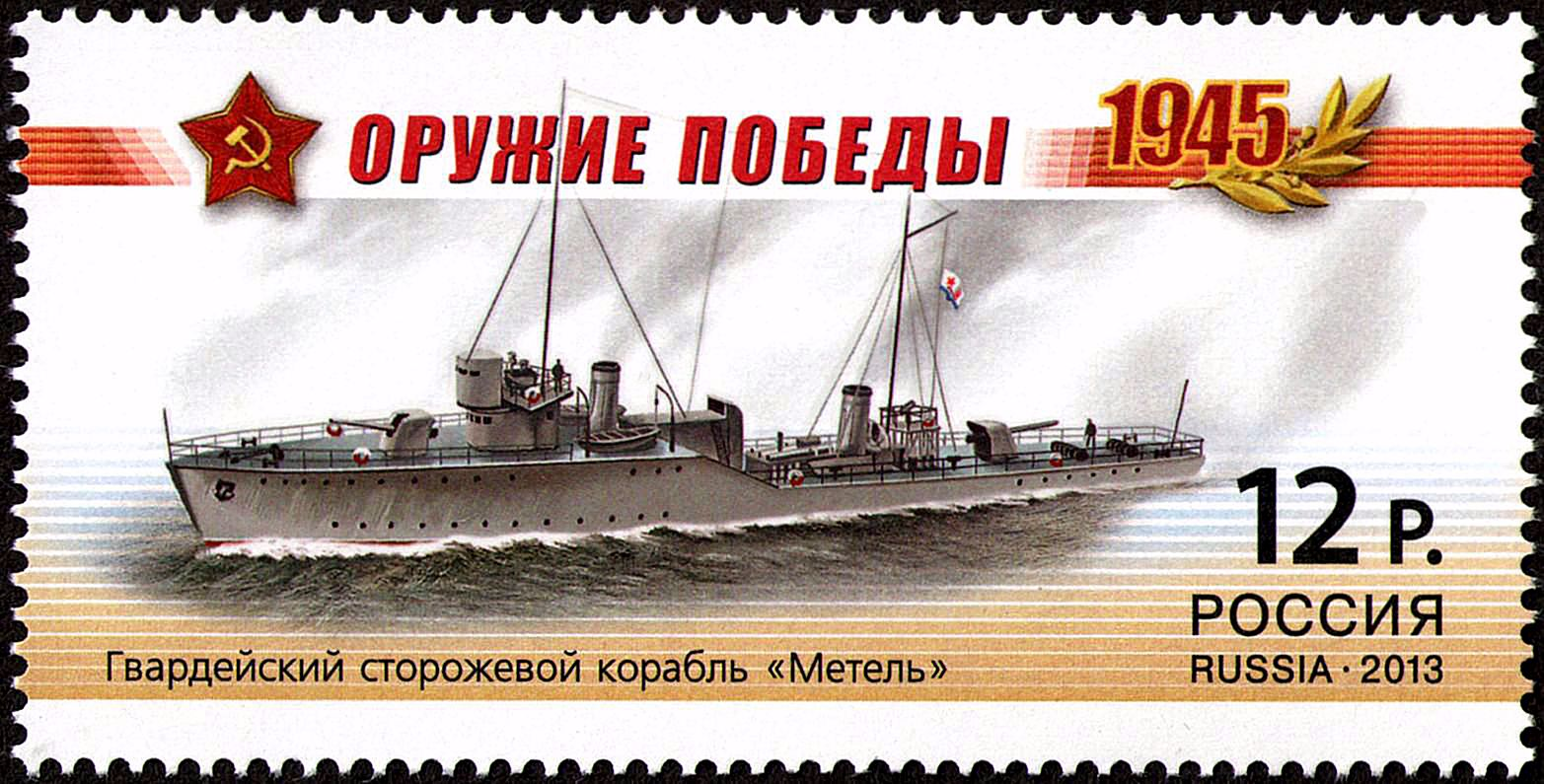
Гвардейский сторожевой корабль «Метель» на почтовой марке России. 2013 год

1. «Метель», ССЗ № 190, МСДВ, ТОФ, Исключен из ВМФ 30.11.1954
2. «Вьюга», ССЗ № 190, МСДВ, ТОФ, Исключен из ВМФ 30.11.1954
3. «Гром», ССЗ № 198, ТОФ, Исключен из ВМФ 30.11.1954
4. «Бурун», ССЗ № 198, ТОФ, Исключен из ВМФ 30.11.1954

По третьему варианту проекта («Проект 39»), на Ленинградском ССЗ заложены в 1934—1935 гг., два корабля III-й серии: «Молния» и «Зарница», секционной сборки (для Тихоокеанского флота [ТОФ], перезаложены на Дальнем Востоке) и четыре корабля IV-й серии: «Пурга», «Буря», «Снег», «Туча» (для Краснознамённого Балтийского флота [КБФ]). Спущены на воду в 1934—1936 гг., введены в строй в 1935—1938 гг.
Список СКР типа «Ураган» III-й и VI-й серий («Проект 39»)
1. «Молния», ССЗ № 190, ТОФ, Исключен из ВМФ 30.11.1954
2. «Зарница», ССЗ № 190, ТОФ, Исключен из ВМФ 30.11,1954
3. «Пурга», ССЗ № 190, КБФ, ЛВФ, Исключен из ВМФ 01.09.1942
4. «Буря», ССЗ № 190, КБФ, Исключен из ВМФ 24.08.1942
5. «Снег», ССЗ № 190, КБФ, Исключен из ВМФ 28.08.1941
6. «Туча», ССЗ № 190, КБФ, Исключен из ВМФ 12.11.1952

Корабли секционной сборки, в разобранном виде были доставлены по железной дороге и морским путём на Север и Тихий океан.
Сторожевые корабли типа «Ураган» оказались достойными представителями своего класса. По основным тактико-техническим элементам они не уступали, а по вооружению даже превосходили аналогичные корабли иностранных флотов. В частности, по боевым качествам они превосходили английские корветы типа «Флауэр», строившиеся накануне Второй мировой войны для сопровождения конвоев в прибрежных водах. Боевое крещение эти корабли прошли во время событий у озера Хасан, они активно действовали в советско-финской и в Великой Отечественной войне. В канун Великой Отечественной войны, на СКР типа «Ураган», в целях повышения боевых возможностей, были дополнительно установлены по одной 37-мм пушке, и шумопеленгаторную станцию «Посейдон», для обнаружения подводных лодок.
В годы Великой Отечественной войны все 18 единиц СКР типа «Ураган» успешно прошли боевую проверку, один из них — «Метель» — был удостоен звания гвардейский.

## Проектирование
Оперативно-тактическое задание на проектирование первого советского СКР определяло его назначение: несение эскадренного охранения; дозор и разведка; поиск и уничтожение подводных лодок; противодействие авиации; выполнение функций эскадренных быстроходных тральщиков, предполагало водоизмещение 400 т, вооружение: 2×100 мм и 4×37-мм орудия; 1—3 спаренных пулемёта; 1—3-трубный ТА; параван; тральные лебёдки; глубинные бомбы.
Первоначально предполагалось разработать проект СКР, аналогичный английскому с лёгкими быстроходными дизелями, английской фирмы «Бирдмор». Однако вследствие возникших сложностей с покупкой этих дизелей в Англии (советское дизелестроение, на тот период, не было готово к выпуску судовых дизелей большой мощности) проработка различных вариантов дизельной энергетической установки показала, что располагаемые тихоходные дизели слишком тяжелы, а подходящие быстроходные дизели ещё не освоены советской промышленностью. Вариант смешанной энергетической установки: для больших скоростей — паровые турбины, для экономического хода — дизели, себя не оправдал, поскольку обеспечивал слишком малые преимущества, ценой значительного усложнения силовой установки. В итоге, по предложению начальника Технического управления УВМС РККА Н. Власьева, было решено создать паротурбинный вариант СКР, несколько изменив проектный состав вооружения.
В ноябре 1926 года, разработку паротурбинного СКР поручена группе специалистов технической конторы Северной судостроительной верфи в Ленинграде. Проектированием руководил молодой инженер-кораблестроитель Владимир Александрович Никитин. Проектирование осложнялось недостатком опыта, новизной и сложностью задачи. Предварительно был выполнен большой комплекс расчётно-экспериментальных работ по определению наивыгоднейшей архитектурной формы и главных размерений корабля. В опытовом бассейне было испытано 18 различных моделей. Был принципиально решён вопрос о типе и основных характеристиках главной энергетической установки (ГЭУ). Конструкторы ГЭУ, во главе с одним из основоположников советского корабельного энергомашиностроения — инженером А. Сперанским, решили много проблем. В течение 1926—1928 гг. группа Сперанского разработала оригинальную конструкцию паротурбинной установки, применив впервые в практике русского-советского кораблестроения вместо тяжёлых и громоздких низкооборотных турбин, соединённых напрямую с гребным валом (на эсминцах типа «Новик»), более лёгкие, экономичные и компактные высокооборотные паровые турбины, вращавшие гребной винт через зубчатый редуктор. Проектированием главного котла занималась группа котельщиков во главе с Э. Э. Папмелем, известным также своими исследованиями в области теории и практики судовых движителей. Научным консультантом проекта являлся видный учёный-теплотехник Л. Рамзин. Для обеспечения турбин перегретым паром впервые был разработан судовой водотрубный котёл шатрового (треугольного) типа с перегревателем производительностью 20 т перегретого пара в час, рабочим давлением 21 кгс/см², температурой 280 °С (котлы эсминца «Новик» вырабатывали только насыщенный пар давлением 17 кгс/см²). Спроектированная силовая установка корабля получилась рекордно лёгкой, около 7 кг/л. с. и вполне надёжной. Конструкция первого советского судового парового котла оказалась настолько удачной, что впоследствии её использовали для многих надводных кораблей более поздней постройки. В частности, для первого советского эсминца «Проект 1», типа «Ленинград», для всех последующих советских эсминцев и крейсеров с котлотурбинными силовыми установками.
В июне 1927 года заказчик принял двенадцатый по счёту вариант проекта СКР с двухвальной турбинной установкой общей мощностью 7500 л. с., обеспечивающей проектную скорость хода не ниже 29 уз. После уточнений и детальной разработки проекта по этому варианту были заложены 8 ед. СКР 1-й серии: «Ураган» (головной); «Тайфун»; «Смерч»; «Циклон»; «Гроза»; «Вихрь»; «Шторм» и «Шквал».

## Конструкция и вооружение
СКР «Ураган», по архитектуре — 2-трубный, полубачный корабль с острыми обводами корпуса. Прочность и непотопляемость корабля обеспечены продольно-поперечной системой набора клёпанного корпуса, наличием двойного дна под машинным и котельным отделениями, разделением корабля главными поперечными водонепроницаемыми переборками на 14 основных отсеков. При затоплении двух смежных отсеков СКР оставался на плаву и не терял остойчивости. В целях максимально возможного снижения веса корпуса и его связей толщина наружных листов обшивки корпуса составляла всего 4 мм, не имея запаса на коррозию. Для защиты от коррозии все детали корпуса подлежали оцинкованию. В. Никитин одним из первых в отрасли рискнул применить сварку корпусных конструкций, к которой многие судостроители и военморы в те годы относились с недоверием, предпочитая проверенную временем клёпку. Живучесть корабля обеспечивалась эшелонным расположением котлов и агрегатов главных механизмов (котёл-турбина-котёл-турбина) в четырёх водонепроницаемых отсеках, побортной прокладкой главного паропровода и силовых электрокабельных трасс, дублированием ряда вспомогательных механизмов, внедрением ряда прогрессивных конструктивно-технических решений.

### Энергетическая установка
Паротурбинная энергетическая установка, общей мощностью 6400 л. с., в которой впервые в советском кораблестроении применили два турбозубчатых агрегата (ТЗА), каждый из которых включал в себя две турбины (высокого и низкого давления) частотой вращения соответственно 8400 и 4200 об/мин. Проектная мощность одного ГТЗА составляла 3750 л. с. при частоте вращения гребного вала 630 об/мин. Носовой ГТЗА работал на гребной вал правого борта, а кормовой — левого борта. В состав главной энергетической установки (ГЭУ) входили (впервые применённые) паровые водотрубные котлы «Треугольного» («Шатрового») типа, пароперегреватели (давление перегретого пара — 21 кгс/см²), пароструйные эжекторы (отдельно на каждую ступень паровых турбин).
Максимальная скорость составляла 29 узлов, экономическая — 14 узлов, но ни один корабль контрактной скорости не достиг. Головной «Ураган» на испытаниях развил 26, остальные были не быстрее. Через 10 лет после вступления в строй, в связи с износом механизмов, скорость значительно снизилась.

### Вооружение
В состав вооружения входили две 102-мм пушки, первоначально четыре 45-мм и одно 37-мм зенитных орудия (впоследствии 45-мм орудия заменены на три 37-мм зенитных автомата), три крупнокалиберных 12,7-мм пулемёта, один палубный 3-трубный торпедный аппарат калибра 450-мм, в поздних модификациях СКР устанавливались два кормовых бомбомёта типа БМБ-2. На борту можно было разместить до 50 якорных мин и 30 глубинных бомб (предусматривалась возможность транспортировки мин заграждения, до 30 больших корабельных мин КБ или до 48 мин М-26). Для траления мин использовались два комплекта параван-тралов К-1.
В канун Великой Отечественной войны на СКР типа «Ураган» в целях повышения боевых возможностей дополнительно были установлены по одной 37-мм пушке и шумопеленгаторная станция «Посейдон» для обнаружения подводных лодок.
 На некоторые сторожевые корабли с 1942 года вместо 102-мм орудий при капитальных ремонтах и модернизациях устанавливались 100-мм пушки Б-24-БМ. До конца войны ими перевооружили «Ураган», «Смерч» (СФ), «Тучу», «Тайфун» и «Вихрь» (КБФ) (СКР проекта 39 («Снег» и «Туча») вступили в строй уже с орудиями Б-24-БМ).
Артиллерийское вооружение кораблей могло использоваться с нормальной скорострельностью при углах крена до 12°, а с пониженной скорострельностью при крене до 20 — 25°. Время приема боезапаса — 3 часа. Приборов управления зенитным огнем СКР не имели. Стрелковое вооружение включало 2 пулемёта ДП, 4 автомата ППШ, 20 винтовок Мосина, 7 револьверов.

#### Противолодочное вооружение
По проекту должно состоять из 30 глубинных бомб по 130 кг. В 1933 году на вооружение флота поступили большие (Б-1, массой 165 кг) и малые (М-1, массой 41 кг) глубинные бомбы. Сторожевики получили 20 Б-1 и 20 М-1. Большие бомбы хранились в стеллажах в районе кормового мостика, малые — в стеллажах на корме.
Состав противолодочного вооружения изменялся в зависимости от театра боевых действий. На Чёрном море немецкие подводные лодки появились только в 1943-м, а основным противником кораблей была авиация. Поэтому со «Шквала» и «Шторма» в 1942 году сняли бомбометы для установки зенитного вооружения, а количество бомб сократили до десяти больших и столько же малых.
В конце 1943 года СКР принимали уже 34 Б-1 и 20 М-1. Североморские сторожевики, основной задачей которых являлась охрана конвоев, несли увеличенный запас бомб: 20 Б-1 и 36 М-1; тихоокеанские «Метель» и «Вьюга» — 30 Б-1 и 20 М-1.
В послевоенный период службы на СКР типа «Ураган» дополнительно устанавливались гидролокационная и радиолокационная станции.

## Постройка
13 августа 1927 года на северной судостроительной верфи состоялась закладка головного сторожевого корабля 1-й серии «Ураган» и пяти однотипных СКР. В конце октября 1927 года в Николаеве заложили два однотипных СКР для Чёрного моря. Предполагалось предъявить «Ураган» к сдаче 1 августа 1929 года и ввести в строй 1 октября 1929 года. Однако в процессе строительства головного корабля возникли серьёзные и неизбежные трудности, поэтому первоначальные сроки были перенесены на 1 апреля 1928 года, техническая готовность «Урагана» составляла всего 5 %. К 1 октября 1928 года техническая готовность «Урагана» достигла 20 %. Дальнейшее строительство стало зависеть, в частности, от иностранных поставок, которые осуществлялись с большими перебоями и запаздыванием. Первый комплект судовых турбин был изготовлен в Чехословакии лишь в середине 1930 года. Фирма «Маффей» под разными предлогами всячески оттягивала на конец 1930 года изготовление и поставку турбинных лопаток и передачу оборудования для их производства на советские предприятия. В итоге договор с этой фирмой был расторгнут и были приняты срочные меры по наладке производства турбинных лопаток в СССР. Верфь лихорадило из-за острой нехватки кадров. Возникли затруднения с цветным и стальным литьём, освоением технологии оцинковки корпусных деталей и сварки корпусных конструкций. Постройка первых СКР осложнялась отсутствием должного внимания и контроля над выполнением флотских заказов со стороны руководства Судотреста (с 1930 года — Судоверфь). В соответствии с постановлением Совета Труда и Обороны от 4 февраля 1929 года головной корабль «Ураган» должен был предъявляться к сдаче 1 мая 1930 года. Однако фактически только в августе 1930 года на «Урагане» был завершён монтаж главного турбо-зубчатого агрегата (ГТЗА), и вскоре корабль был предъявлен к приёмо-сдаточным испытаниям.

## Приёмные испытания и эксплуатация
Первым командиром СКР «Ураган» на этапе постройки был И. Карпов. К началу приёмо-сдаточных испытаний его сменил Г. Визель, впоследствии известный испытатель новых кораблей. Приёмочной комиссией по головному СКР руководил военмор А. Векман.
26 сентября 1930 года «Ураган» первый раз вышел на испытания, продолжавшиеся около двух месяцев. Вследствие утяжеления корпуса и допущенных неточностей в расчётах нагрузки массы нормальное водоизмещение СКР «Ураган» на момент предъявления составило 465,3 т (против проектной — 400 т). При полном водоизмещении 610 т корабль имел: наибольшую длину 71,5 м, ширину — 7,4 м, осадку — 2,3 м. За счёт форсировки главных котлов ГЭУ на испытаниях развила наибольшую мощность — 7040 л. с. при частоте вращения гребных винтов 593,5 об/мин, при этом максимальная скорость хода «Урагана» достигла 26 уз (при проектной 29 уз). На экономическом ходе (14 уз) дальность плавания составила до 1200 миль.
Испытания выявили ряд недостатков в конструкции головного корабля и неполадки в работе отдельных механизмов (повышенная вибрация корпуса, перегрев упорных подшипников, ненадёжная работа рулевой машинки, разрушение турбинных лопаток, перерасход пара в главных турбинах). В ходе сдачи «Урагана» часть выявленных недостатков удалось устранить совместными усилиями специалистов промышленности и флота при активном участии экипажа. В частности, в ходе приёмо-сдаточных испытаний основные неполадки были связаны только с главными турбинами, у которых разрушались рабочие лопатки. Исследование причин разрушения лопаток дали ценный практический опыт на будущее. При работе турбины каждая лопатка подобна натянутой струне, имеющей собственную частоту колебаний, на них воздействуют импульсные силы, вызывающие изменения частоты колебаний в широких пределах в зависимости от режима работы ТЗА (от хода корабля). Практически было невозможно определить параметры, при которых лопатки попадают в резонанс с возмущающими силовыми воздействиями. В итоге был экспериментально подобран проволочный бандаж, пропускаемый между лопатками, в одних местах припаянный к лопаткам, в других местах свободно пропущенный через отверстия в лопатках. Лопатки объединялись бандажом в пакеты по 5—6 штук. Когда какой-либо пакет лопаток входил в резонанс и начинал сильно вибрировать, то проволочный бандаж, прижимаясь к вибрирующим лопаткам, выполнял функцию гасителя их колебаний. Полученный опыт позволил ликвидировать вибрационное разрушение лопаток турбин на следующих серийных кораблях этого типа.
9 декабря 1930 года решением начальника Морских сил РККА Р. Муклевича СКР «Ураган» был условно принят и 16 декабря 1930 года официально вошёл в состав Морских сил Балтийского моря.
В течение 1931 года завод-строитель в основном устранил недостатки, отмеченные в приёмочном акте по результатам приёмо-сдаточных испытаний головного корабля «Ураган». Попытка увеличить максимальную скорость хода СКР установкой гребных винтов с улучшенными пропульсивными качествами не дали положительных результатов. В ходе испытаний было установлено, что обводы корпуса СКР типа «Ураган» обеспечивают ему чрезмерно высокую остойчивость, приводящую при волнении к очень стремительной качке.
По опыту постройки и сдачи головного корабля были внесены изменения в конструкцию серийных СКР.
Большую практическую помощь в решении организационных и технических вопросов, связанных со строительством и сдачей первых советских СКР, оказали опытные флотские учёные и специалисты И. Гирс, П. Лавров, А. Цукшвердт, А. Шершов, Ю. Шиманский и другие.

## Модернизации
В годы войны на сторожевики ставились получаемые по ленд-лизу 20-мм автоматические зенитные орудия системы «Эрликон» и пулеметы «Кольт-Браунинг». Первые имели один ствол, угол возвышения 85°, досягаемость по горизонтали — 7 км, по вертикали — 4 км. Спаренные «кольт-браунинги» оснащались водяным охлаждением стволов.
Зенитное вооружение продолжало совершенствоваться в течение всей войны.
В 43 году утверждены новые нормы средств ПВО кораблей советского ВМФ. СКР типа «Ураган» должны были иметь 3 37-мм автомата и 6 стволов 12,7-мм пулемётов.
На «Шторме» (ЧФ) в 43 году 2 21-КМ, 3 37-мм 70-К (за счет снятых бомбометов), 2 ДШК и один «Кольт-Браунинг».
«Туча» (КБФ) в 1944-м вооружена 3 ДШК и 3 «кольт-браунингами» — всего девятью 12,7-мм стволами.
На «Вьюге» (ТОФ) в 1945-м вместо одного ДШК установлен автомат «Эрликон».
К концу войны пулемёты ДШК и «Кольт-Браунинг» заменялись спаренными ДШКМ.